# Muthoni Likimani
Muthoni Gachanja Likimani (* 1926 in Kahuhia, Murang’a County, Kenia) ist eine kenianische Schriftstellerin. Im Laufe ihrer beruflichen Laufbahn war sie auch als Rundfunksprecherin, Lehrerin und Verlegerin tätig. Sie war die erste Afrikanerin, die in Kenia eine PR-Firma gründete, und eine der ersten Autorinnen des Landes. 

## Biographie

### Familie und Ehe
Muthoni Gachnaja wurde in der Kahuhia-Mission im damaligen Bezirk Fort Hall als Tochter der christlichen Kikuyu-Pioniere Mariuma Wanjiura und Levi Gachanja Mgumba geboren. Likimanis Vater war einer der ersten kenianischen anglikanischen Geistlichen und half beim Aufbau der St. John Kahuhia Church and Mission, die 1906 gegründet worden war. Als erfolgreicher Landwirt konnte Reverend Gachanja seine neun Kinder gut versorgen. Muthoni besuchte die Kahuhia Girls School und das Government African Girls Teachers College in Lower Kabete.
Nach Abschluss ihrer Ausbildung arbeitete Muthoni Gachnaja für kurze Zeit als Lehrerin an ihrer alten Schule in Kahuhia. Sie heiratete den Massai Jason Clement Likimani († 1989) und zog mit ihm nach Nairobi; Ehen zwischen Kikuya und Massai waren damals ungewöhnlich. Likimani war der erste Arzt afrikanischer Herkunft in Kenia und der erste afrikanische Arzt, der als Distriktarzt für das Gesundheitswesen tätig war. Später war er Direktor der medizinischen Dienste des Landes (1964–1978). Zu Beginn seiner Karriere wurde Likimani regelmäßig versetzt, um europäische Kolonialärzte auf Heimaturlaub zu ersetzen, und die junge Familie, darunter die drei Töchter Sopiato, Soila und Jane, lebte in verschiedenen Teilen Kenias, darunter auch im Massai-Land. 1955 trennte sich Muthoni Likimani von ihrem Mann wegen dessen Untreue und autokratischen Verhaltens.

### Beruflicher Werdegang
Likimani arbeitete als stellvertretende Sozialarbeiterin bei den East African Railways and Harbours in Nairobi und erwirtschaftete ein weiteres Einkommen, indem sie Ghee herstellte, Landwirtschaft betrieb und ihre Schneiderei weiterführte. Per Korrespondenz und in Abendkursen bildete sie sich weiter. Als Mitglied der Pfadfinderinnenbewegung wurde sie zur Bezirksbeauftragten für Nairobis Stadtteil Eastlands ernannt. Sie half dabei, Maendeleo Ya Wanawake zu einer nationalen Organisation zu entwickeln, und sie trat der Young Women’s Christian Association bei, kurz nachdem diese afrikanische Frauen als Mitglieder zugelassen hatte. 1958, zu einer Zeit, als es selbst für kenianische Männer ungewöhnlich war, zu Bildungszwecken nach England zu reisen, erhielt Likimani ein Stipendium des British Council für weitere Studien in Großbritannien. Sie verlängerte ihren Aufenthalt und belegte Kurse am Institute of Education der University of London und an der London School of Hygiene & Tropical Medicine. Um ihren Lebensunterhalt zu bestreiten, arbeitete sie als Krankenschwester und für den Swahili-Dienst der BBC.
Nach ihrer Rückkehr nach Kenia im Jahr 1960 war Likimani zunächst als Ernährungsberaterin beim „Kenya Dairy Board“ angestellt, doch die Popularität ihrer Kisuaheli-Frauenprogramme für die BBC öffnete ihr bald Türen bei der Kenya Broadcasting Services (KBS) (heute Kenya Broadcasting Corporation). Sie wurde eine erfolgreiche Produzentin von Frauen- und Kindersendungen; am populärsten war ihre Swahili-Radiosendung Shangazi na Watoto (Tante und die Kinder), die zu einer gleichnamigen Sammlung von Kindergeschichten führte. Sie veröffentlichte auch Romane auf Englisch, ihrer dritten Sprache nach Kikuyu und Swahili. Als KBS ihr eine Beförderung in eine Position verweigerte, die sie in den zwei Jahren zuvor inoffiziell ausgefüllt hatte, kündigte Likimani und fand eine Stelle in einer PR-Firma, aber auch hier kündigte sie, weil sie sich als Afrikanerin diskriminiert fühlte. 1973 gründete sie ihre eigene Firma, Noni’s Publicity, die erste in afrikanischem Besitz befindliche Public-Relations-Firma in Kenia, die auch Verlagstätigkeiten wie die Zeitschrift Women of Kenya ausführte. Ihr Gesicht war in den folgenden Jahren auf Schönheitsprodukten zu sehen, weshalb sie auch als die erste kenianische „Beauty Queen“ bezeichnet wird. 1974 kandidierte sie erfolglos für einen Sitz im Parlament; sie sei diskriminiert worden, weil sie eine Kikuyu sei und zudem noch einem Massai verheiratet gewesen, so Likimanis Annahme.
In den 1980er Jahren wurde Likimani als Stadträtin von Nairobi nominiert, ein Amt, das sie innehatte, bis die Regierung den Stadtrat durch eine Stadtkommission ersetzte. Im Jahr 2005 veröffentlichte sie ihre Autobiografie Fighting without ceasing (Kämpfen ohne Unterlass). Darin schildert sie verschiedene Aspekte ihres Lebens, darunter ihren erfolglosen Kampf um den Anteil ihrer Töchter am Land ihres verstorbenen Vaters, aber auch Themen wie die Bildung von Frauen, die Beschneidung weiblicher Genitalien, das Leben früher christlicher Konvertiten und die kenianische Erweckungsbewegung.

## Werke (Auswahl)
- What does a man want? Kenya Literature Bureau, Nairobi 1981.
- Der gebrochene Flügel vom Kampf d. afrikan. Frauen. Anrich, Modautal-Neunkirchen 1982, ISBN 978-3-920110-79-0. (Belletristik)
- Women of Kenya in the decade of development. Noni’s Publicity, Nairobi 1985 (englisch).
- Passbook number F.47927 : women and Mau Mau in Kenya. Noni's Publicity, Nairobi 1999 (englisch).
- Fighting without ceasing. Noni’s Publicity, Kenya 2005, ISBN 978-9966-9672-6-8 (englisch). (Autobiographie)
- My blood not for sale. Noni’s Publicity, Kenya 2017, ISBN 978-9966-9672-7-5 (englisch). (Belletristik)